# Mindre todityrann
Mindre todityrann (Hemitriccus minor) är en fågel i familjen tyranner inom ordningen tättingar.

## Utseende och läte
Mindre todityrann är som namnet avslöjar en liten tyrann. Den har olivgrön rygg och gul eller vitaktig undersida, beroende på underart. Även sång och läten varierar, men många avger snabba och nasala drillar och/eller tickande ljud. Vingbanden på mindre todityrannen är svagare än hos vitögd todityrann eller dvärgtodityrann. Den saknar huvudtofs olikt hjälmtodityrann. 

## Utbredning och systematik
Mindre todityrann delas in i tre underarter:
- H. m. pallens – förekommer i västra Amazonområdet i Brasilien, från västra Amazonas på Amazonflodens båda sidor österut till Rio Negro och nedre Rio Madeira
- minor-gruppen
  - H. m. snethlageae – förekommer i centrala Amazonområdet i Brasilien, söder om Amazonfloden mellan Rio Madeira och Rio Tapajós, vidare söderut till norra Bolivia och till östra sidan av övre Tapajósflodens avrinningsområde; även lokalt väster om övre Rio Madeira
  - H. m. minor – förekommer i östra Amazonområdet i Brasilien, söder om Amazonfloden mellan nedre Rio Xingu och nedre Rio Tocantins östra sida

Arten placeras traditionellt i familjen tyranner. DNA-studier visar dock att Tyrannidae består av fem klader som skildes åt redan under oligocen, pekar på att de skildes åt redan under oligocen, varför vissa auktoriteter behandlar dem som egna familjer. Mindre todityrann med släktingar placeras då i Pipromorphidae.

## Levnadssätt
Mindre todityrann hittas i undervegetation i terra firme-skog. Västliga bestånd hittas dock huvudsakligen i översvämmade skogar, i en miljö kallad igapó.

## Status och hot
Arten har ett stort utbredningsområde, men tros minska i antal, dock inte tillräckligt kraftigt för att den ska betraktas som hotad. Internationella naturvårdsunionen IUCN listar arten som livskraftig (LC).